# David Rudman
David Rudman –en ruso, Давид Рудман– (Kúibyshev, URSS, 13 de abril de 1943-8 de febrero de 2022) fue un deportista soviético que compitió en lucha, sambo y yudo.

## Trayectoria en yudo
Ganó una medalla de bronce en el Campeonato Mundial de Judo de 1969, y una medalla de oro en el Campeonato Europeo de Judo de 1969.

### Palmarés internacional
| Campeonato Mundial | Campeonato Mundial        | Campeonato Mundial | Campeonato Mundial |
| Año                | Lugar                     | Medalla            | Categoría          |
| ------------------ | ------------------------- | ------------------ | ------------------ |
| 1969               | Ciudad de México (México) | Medalla de bronce  | –70 kg             |
| Campeonato Europeo |                           |                    |                    |
| Año                | Lugar                     | Medalla            | Categoría          |
| 1969               | Ostende (Bélgica)         | Medalla de oro     | –70 kg             |